# Турова, Маргарита Николаевна
Маргари́та Николаевна Ту́рова (род. 28 декабря 1980 год, Витебск, Белорусская ССР) — белорусская легкоатлетка, выступающая в спортивной ходьбе, вице-чемпионка мира 2005 года и чемпионка Европы 2006 года.
Младшая сестра Алеси Туровой, чемпионки Европы 2006 года в беге на 3000 м с/п.

## Достижения
- Олимпийские игры 2004 — 4-е место
- Победительница серии Гран-при-2005
- Серебряная медалистка чемпионата мира-2005
- Победительница Кубка мира-2006
- Чемпионка Белоруссии-2006